# Dragonne
Pour l’article ayant un titre homophone, voir Dragone.

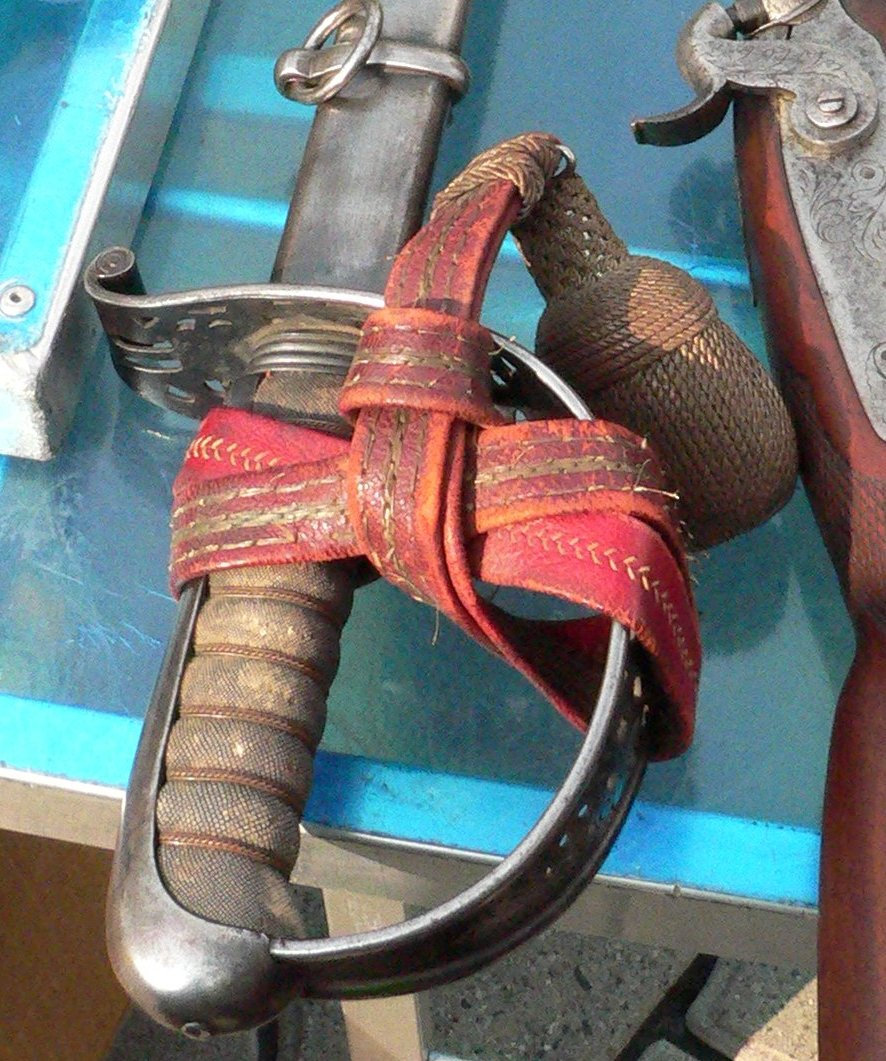
Une dragonne fixée sur un sabre d'infanterie.

Une dragonne est une sangle passée autour du cou ou du poignet et attachée à un objet, destinée à éviter qu'il se perde si on le lâche.

## Origine militaire
Le nom vient des unités de cavalerie de dragons, dont les membres combattaient principalement à la carabine ou au pistolet, et accessoirement au sabre. Pour pouvoir faire feu tout en gardant leur sabre dégainé, ils le gardaient attaché au poignet par une courroie.
Lors d'un assaut sabre au clair, la dragonne permettait au soldat de lâcher l'arme afin d'éviter un choc trop important résultant de la vitesse sur le corps et principalement sur le bras. Le sabre volait alors en arrière et venait mourir dans le dos et la nuque du cavalier. Pour cette raison, les casques ont été équipés d'une queue de cheval fixée dans le cimier afin de parer les coups.
Les dragonnes de pistolet, en dehors d'éviter une éventuelle perte de l'arme, peuvent aussi contribuer à la stabilité. Dans l'armée britannique et les armées du Commonwealth, les dragonnes faisaient partie de l'uniforme, et portaient des motifs de couleur indicatifs des compétences ou du régiment du porteur.

## Utilisation civile

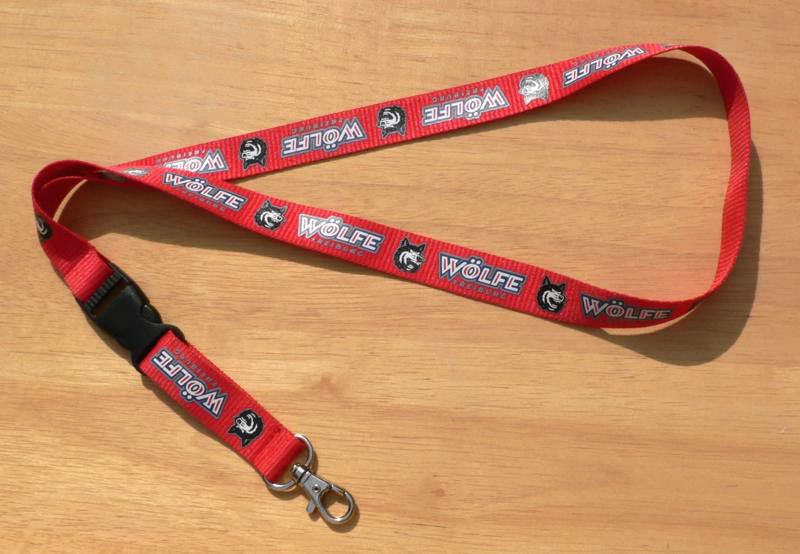
Tour de cou publicitaire.

Par extension, on peut parler de dragonne (ou tour de cou) pour d'autres objets : outil, bâton de ski, canne, chronomètre, appareil photo, téléphone mobile, baladeur numérique, clé USB, porte-clefs…
La dragonne trouve un équivalent avec le leash (« laisse » en anglais), qui est destiné à retenir la planche dans les sports de glisse, en particulier le surf.
La dragonne s'utilise également au tir à l'arc. En effet, lorsque l'archer bande son arc il ne tient pas son arme. La poignée de l'arc est maintenue dans l'ancre de la main, entre le pouce et l'index : ainsi, le tireur ne risque pas de subir le contrecoup des branches de l'arc qui se redressent très violemment une fois la flèche décochée. L'arc ne tombe pas mais vient doucement reposer avec sa branche inférieure sur la jambe de l'archer.